# Sympathy for the Devil
Sympathy for the Devil és una cançó de la banda britànica de rock The Rolling Stones. Va ser composta pel cantant del grup Mick Jagger inspirant-se en la novel·la de Mikhaïl Bulgàkov El mestre i Margarida, que li va donar la seva parella en aquell temps, l'actriu i cantant Marianne Faithfull. El mateix autor va dir que també poder va inspirar-se en algun escriptor francès, potser en Baudelaire, encara que algunes estrofes s'assemblen a The Devil and Daniel Webster, de Stephen Vincent Benét. Es va enregistrar a principis de juny de 1968 sota la producció del nord-americà Jimmy Miller i van participar com a veus convidades Marianne Faithfull i Anita Pallenberg, les núvies de Jagger i de Richards respectivament. Va sortir al mercat el 6 de desembre de 1968 com la pista inicial de l'àlbum Beggars Banquet.
A la lletra, Mick Jagger interpreta un misteriós personatge que es resisteix a donar el seu nom i que reclama ser la principal força motora que està darrere de tots els actes de maldat que han tingut lloc al llarg de la història de la humanitat, citant esdeveniments com la crucifixió de Jesús, l'assassinat de la família Romànov durant la Revolució russa, la Segona Guerra Mundial o l'assassinat de Robert F. Kennedy i John F. Kennedy. A l'apartat musical, destaca el paper protagonista del baix, tocat pel guitarrista del grup Keith Richards, i la bateria; l'addició de congues i maraques li va donar un so tribal a la composició. Encara que no va ser editada com a senzill, la seva aparició a Beggars va propiciar a la banda britànica nombrosos problemes en ser els seus membres acusats d'adoradors de Satanàs.
És considerada per la crítica musical com un dels millors enregistraments de la banda i una de les millors cançons de la història del rock; així, l'any 2004, la revista Rolling Stone va incloure la cançó en el lloc 32 a la «Llista de Rolling Stone de les 500 millors cançons de la història», mentre que la cadena televisiva nord-americana VH1 la va posar en el número 26 en la seva «llista de les 100 cançons més grans del rock and roll».
L'enregistrament també donà títol a la pel·lícula de 1968 de Jean-Luc Godard on es mostra una descripció de la contracultura nord-americana de finals dels anys seixanta del segle XX barrejada amb escenes dels Stones gravant «Sympathy».

## Història
Després del fracàs de l'àlbum Their Satanic Majesties Request el 1967, The Rolling Stones es van prendre unes vacances. A principis de 1968 el cantant del grup, Mick Jagger, va decidir que la banda havia de reforçar la producció dels seus discos d'estudi. Va parlar amb l'enginyer de so Glyn Johns qui li va recomanar a Jimmy Miller, que havia treballat anteriorment amb The Spencer Davis Group i Traffic. Una nit Jagger es va comunicar amb Miller dient-li que li «havia encantat el seu treball amb Traffic» i li va preguntar si li agradaria produir-los el seu nou àlbum; el productor va acceptar immediatament. La publicació de Beggars Banquet el 1968 va suposar la primera de les col·laboracions del grup amb Miller, que produiria fins al 1972 els quatre àlbums d'estudi del període intermedi dels Stones —Beggars Banquet, Let It Bleed, Sticky Fingers i Exile on Main St.— considerats el cim de la seva carrera. Jagger en aquells temps va començar a endinsar-se als cercles d'intel·lectuals anglesos de la seva època, ja que segons ell, «el va allunyar de les drogues i va incrementar la seva creativitat».
| «                    | ... El vam gravar a Londres i jo m'havia instal·lat en una casa de lloguer, a Chester Square. Estava visquen amb Marianne Faithfull. Encara estava amb ella? Sí. I estava escrivint un munt, llegint molt. M'estava educant a mi mateix. Llegia molta poesia. Llegia molta filosofia... Era molt sociable, sempre ajuntant-me amb el grup de Robert Fraser [el duenyo d'una galeria d'art]. I no estava consumint tantes drogues com perquè em compliquessin en el procés creatiu. El del 1968 va ser un període molt bo... Hi havia alguna cosa bona a l'aire. Va ser un període creatiu per a tothom. | » |
| — —Mick Jagger, 1995 | |   |

Una d'aquestes tardes que Jagger les hi passava llegint poesia va arribar a les seves mans la novel·la El mestre i Margarida de l'escriptor soviètic Mikhaïl Bulgàkov, regal de la seva núvia en aquell temps, Marianne Faithfull. Malgrat això, el mateix autor va suggerir que va poder haver-se inspirat en altres obres: «...Crec que ho vaig treure d'una vella idea de Baudelaire. Crec, però puc estar equivocat. De vegades, quan fullejo els meus llibres de Baudelaire, no la trobo enlloc. Però, en tot cas, va ser una idea que vaig treure de la literatura francesa. I només vaig prendre un parell de línies i les vaig ampliar». Encara que algunes estrofes també s'assemblem a un passatge de l'obra The Devil and Daniel Webster, de Stephen Vincent Benét. La cançó va ser escrita íntegrament pel cantant però està acreditada com «Jagger/Richards», ja que el guitarrista li va suggerir a Jagger que li donessin un altre ritme; originalment tenia un so folk similar al de Bob Dylan.
L'enregistrament de la primera cançó va començar en l'Olympic Studios de Londres el 5 de juny de 1968 i va continuar l'endemà. Les sessions finals es van fer els dies 8, 9 i 10 de juny. Inicialment va néixer com una cançó folk amb algunes peces acústiques, però amb lleugers centelleigs originats de ritmes brasilers; la banda la va interpretar de diferents maneres per tal d'observar quin ritme era l'idoni per a la cançó. La seva peculiar instrumentació va estar integrada pel músic africà Rocky Dijon, donant-li un ritme de samba a la secció de percussió tocant les congues. També va participar el multiinstrumentista de la banda Brian Jones. Keith Richards, guitarrista principal dels Stones, no només es va encarregar del sol de la guitarra elèctrica, sinó també del baix, instrument que es va convertir en l'autèntica guia de la peça. Va substituir a Bill Wyman, que es va fer càrrec de les maraques. Per la seva banda, Nicky Hopkins es va ocupar del piano. Finalment, les veus de fons van comptar amb la participació de Richards, Brian Jones i Anita Pallenberg; encara que cal assenyalar que a la pel·lícula de Jean-Luc Godard es mostra,com a veus de fons a Marianne Faithfull, Anita Pallenberg, Brian Jones, Charlie Watts, el productor Jimmy Miller, Bill Wyman i Keith Richards. Aquests darrers, amb la percussió i els crits de Jagger, contribueixen a crear un ambient de ritus satànic primitiu.

## Lletra
«Sympathy for the Devil» és una pista diferent a la major part de les composicions de rock habituals, ja que la seva temàtica no gira al voltant dels problemes socials o l'amor, molt recurrents en aquest gènere. Mick Jagger canta la lletra en primera persona, exercint el paper d'un Llucifer en aparença educat, correcte i amb bon gust, que reflecteix la inspiració en l'obra de Bulgákov que comença de manera similar. Malgrat aquests bones maneres, el diable de seguida passa a relatar les infàmies que ha comès en el transcurs de la història de la humanitat. La correcció i l'ambigüitat es revelen com una de les múltiples disfresses amb què encobreix les seves accions i confon als homes. Així, el tema acaba quan el dimoni li demana a l'oïdor que el tracti bé, amb comprensió i respecte, afirmant immediatament després, que contrariar-lo suposarà la seva condemnació.
A l'època de la publicació de l'àlbum, els Stones ja havien tingut crítiques a causa de lletres sexualment explícites, com va ser en el cas de «Let's Spend the Night Together». També s'havien rebut les primeres acusacions de satanisme pel seu anterior àlbum, que es titulava Their Satanic Majesties Request, encara que les lletres de les cançons no teien cap referència satànica. «Sympathy for the Devil» va revifar aquestes crítiques, amb rumors en els mitjans de comunicació i temors entre els grups religiosos. Aquests rumors afirmaven que els membres del grup eren adoradors del diable i que suposaven una perversa influència pels joves. Tot i així, ha d'assenyalar-se que una de les possibles interpretacions de la lletra és que «el diable» és de fet un membre més de la humanitat; a la peça es relaten algunes de les majors atrocitats comeses pels homes contra els seus propis semblants. Entre elles es troba la crucifixió de Jesucrist; la cançó no només parla del dolor que va experimentar, també parla de com Ponci Pilato va intervenir i es va rentar les mans. També esmenta la Guerra dels Cent Anys, la Revolució russa de 1917 i la Segona Guerra Mundial. La frase «And I laid traps for troubadors
Who get killed before they reached Bombay» —trobadors que van ser assassinats abans d'arribar a Bombai— fa referència als hippies que viatjaven pel Hippie Trail per carretera molts d'ells van ser assassinats i estafats per venedors de drogues a Afganistan i Pakistan. La lletra també inclou referències a les morts de John i Robert Kennedy. L'última mentre s'estava gravant l'àlbum i va obligar a canviar la frase «Who killed John Kennedy?» —qui va matar a John Kennedy?— per «I shouted out "Who killed the Kennedys?» —Qui va matar als Kennedy?.
La cançó podria re interpretar-se com una crítica a la immoralitat de la mateixa humanitat o a la seva hipocresia en aixecar una figura metafòrica del mal en lloc de buscar-lo en el seu interior. A una entrevista a la revista Creem, Jagger reflexionava sobre la polèmica i afirmava que li va estranyar que se'ls titllés d'adoradors del diable per una cançó: «no es tractava d'un àlbum ple de signes ocults»). A una altra entrevista concedida a la revista Rolling Stone es refereix al contingut de la cançó:
| «                   | ... I això no tenia res a veure amb el que jo havia volgut dir [sobre les acusacions de satanisme a la lletra]. El tema de la cançó no era la màgia negra ni totes aquestes estupideses... com Megadeth o qualsevol d'aquestes coses que van venir després. Era diferent. Abans havíem jugat amb aquesta imatgeria... Satanic Majesties... El que vull dir és que no era el que jo pretenia amb «Sympathy for the Devil». Si un llegeix bé la lletra, no té res a veure amb la màgia negra. | » |
| — Mick Jagger, 1995 | |   |

## Música
«Sympathy» és diferent en la instrumentació, no coincideix amb una cançó de rock. No està composta per ritmes de quatre temps (4/4) bàsics d'aquest gènere, sinó que és propulsada principalment pel baix i la bateria. Obre amb percussions a un ritme de samba, tapat pel tom-toms i lentament se li van afegint les congues i les maraques. Amb un ambient selvàtic, Jagger crida en falset simulant un ximpanzé. El so es va fent més tribal mentre avança el ritme, a manera d'una festa vudú o una cerimònia de sacrifici a l'Àfrica profunda. Abans de començar les quatre primeres frases, el baix fa la seva aparició, creant amb les percussions de fons un ambient pacífic, diferent del que domina el principi de la cançó. El baix no serveix per tocar un riff repetitiu, Richards improvisa fins que apareix la veu del diable amb un refinat accent anglès: Let me please introduce myself...
En el primer vers Hopkins realitza concordes amb el piano amb certa discreció, seguint el ritme temperat de la peça; no obstant això, quan el baix torna a prendre la batuta, augmentant al doble de la seva velocitat anterior a l'inici de la segona estrofa, Hopkins s'accelera, improvisa i el piano connecta amb les agitades percussions, anant de la mà amb l'anarquia que es reflecteix a la lletra que ens parla de l'assassinat del tsar i de la guerra. En aquest moment, el piano comença a prendre tints de blues i gospel. Segons segueix la lletra, la veu de Jagger va tornant-se més agressiva, més enfadada i desperta, amb els horrors que relata. A la tercera estrofa s'escolta el «whoo, whoo» al final de cada frase, a una estrofa interpretada amb una veu infantil, afegint-li una tornada que allarga el violent ritme dels instruments. Keith apareix al quart vers amb el seu sol de guitarra, que representa en certa forma el caràcter anàrquic i canviant de la cançó. Al final, torna l'educada veu de Jagger per tancar l'última estrofa, acompanyat d'una extensa improvisació de baix, percussió, guitarra, cors i piano. Durant aquesta última part la veu del cantant i la guitarra de Keith s'enfronten, fent ressò una contra altra, perseguint-se furtivament fins al fade-out, i Jagger, pregunta contínuament: Hope you guessed my name?.

## Reconeixements
| Publicació                 | País           | Llista                                      | Any  | Posició |
| -------------------------- | -------------- | ------------------------------------------- | ---- | ------- |
| Rock and Roll Hall of Fame | Estats Units   | Les 100 cançons que van donar forma al Rock | 1994 | *       |
| Rock de Lux                | Espanya        | Les 150 mejores canciones del siglo XX      | 1998 | 21      |
| VH1                        | Estados Unidos | Las 100 millors cançons del Rock & Roll     | 2000 | 26      |
| Q                          | Regne Unit     | Les 1001 millors cançons                    | 2003 | 158     |
| Rolling Stone              | Estats Units   | Les 500 cançons més grans de la historia    | 2004 | 32      |
| Mojo                       | Regne Unit     | Les 100 gravacions que van canviar el món   | 2007 | 48      |

Font
- AcclaimedMusic.net[19]